# Numana
Numana là một đô thị ở tỉnh Ancona trong vùng Marche của Italia. Thị xã này có diện tích 10  km², dân số năm 2001 là 3295 người. Các đơn vị cấp dưới là Marcelli, Svarchi.